# Het sinaasappelmeisje
Het sinaasappelmeisje is een boek van Jostein Gaarder. De oorspronkelijke uitgave verscheen in 2003 in het Noors, onder de titel Appelsinpiken.

## Inhoud
Op een dag krijgt Georg een brief in handen die door zijn overleden vader Jan Olav aan hem is geschreven. Het is een lange, spannende, intense brief. Zijn vader haalt herinneringen op aan hun drieënhalf jaar samen en hij schrijft een sprookje over het Sinaasappelmeisje: spannend, vol humor en ontroerend. Hoe hij haar toevallig heeft leren kennen en hoe hij verliefd op haar is geworden, dat zij heel leuke jaren met elkaar hebben gehad, maar ook dat hij ongeneeslijk ziek werd. Eerst begrijpt Georg niet waarom zijn vader dit verhaal aan hem vertelt, maar dan wordt steeds duidelijker wie het Sinaasappelmeisje is: zijn moeder. Het sprookje heeft voor Georg dus verstrekkende gevolgen gehad, want hij zou er niet zijn geweest als zij elkaar niet hadden ontmoet.
Maar Jan Olav vertelt niet alleen een sprookje, hij stelt zijn zoon ook vragen in deze brief. Moeilijke vragen voor Georg, zoals of hij überhaupt voor een leven op aarde zou hebben gekozen als hij van begin af aan had geweten dat hij ook weer dood zou gaan.
Georg besluit zijn vader antwoord te geven in de vorm van een boek, een boek dat hij samen met hem gaat schrijven.